# Crystal Silence
Crystal Silence är ett musikalbum från 1973 med pianisten Chick Corea och vibrafonisten Gary Burton. Albumet spelades in i november 1972 i Arne Bendiksen Studio, Oslo.

## Låtlista
1. Señor Mouse (Chick Corea) – 6:20
2. Arise, Her Eyes (Steve Swallow) – 5:08
3. I'm Your Pal (Steve Swallow) – 4:02
4. Desert Air (Chick Corea) – 6:26
5. Crystal Silence (Chick Corea) – 9:05
6. Falling Grace (Steve Swallow) – 2:42
7. Feelings and Things (Michael Gibbs) – 4:46
8. Children's Song (Chick Corea) – 2:11
9. What Game Shall We Play Today (Chick Corea) – 3:46

## Medverkande
- Chick Corea – piano
- Gary Burton – vibrafon